# Constitució d'Andorra
La Constitució d'Andorra és la llei fonamental del Principat d'Andorra. Fou aprovada el 2 de febrer del 1993 i rebé la ratificació del poble andorrà mitjançant un referèndum el dia 14 de març del 1993. D'acord amb la mateixa constitució, entrà en vigor el dia de la seva publicació en el Butlletí Oficial del Principat d'Andorra, cosa que succeí el 28 d'abril del 1993.
La constitució va ser signada pels dos coprínceps, el president de la República francesa i el bisbe d'Urgell, càrrecs que en aquella època eren en mans de François Mitterrand i de Joan Martí Alanis respectivament. La nova constitució estipulava que aquests dos càrrecs ostenten la figura de cap d'estat. Tot i això, aquesta figura del coprincipat ha existit des de fa segles amb l'única diferència que la figura del copríncep francès estava representada en el passat pel rei de França o pel comte de Foix.
El cap de l'executiu és el Cap de Govern d'Andorra.